# Danh sách thành phố và huyện của tỉnh Gyeonggi
Tỉnh Gyeonggi (Gyeonggi-do) được chia thành 28 thành phố (si) và 3 huyện (gun). Dưới đây là danh sách bằng tiếng Anh, hangul và hanja.

## Thành phố
| - Suwon-si - Ansan-si - Anseong-si - Anyang-si - Bucheon-si - Dongducheon-si - Gimpo-si - Goyang-si - Gunpo-si - Guri-si | - Gwacheon-si - Gwangju-si - Gwangmyeong-si - Hanam-si - Hwaseong-si - Icheon-si - Namyangju-si - Osan-si - Paju-si | - Pocheon-si - Pyeongtaek-si - Seongnam-si - Siheung-si - Uijeongbu-si - Uiwang-si - Yangju-si - Yeoju-si - Yongin-si |

## Huyện
| - Gapyeong-gun | - Yangpyeong-gun | - Yeoncheon-gun |

## Danh sách theo dân số và vùng
| Tên            | Tên       | Tên       | Dân số     | Diện tích | Mật độ dân số | Bản đồ hành chính |
| Tiếng Việt     | Hangul    | Hanja     | Dân số     | Diện tích | Mật độ dân số | Bản đồ hành chính |
| -------------- | --------- | --------- | ---------- | --------- | ------------- | ----------------- |
| Ansan-si       | 안산시    | 安山市    | 643,044    | 149.1     | 4,312.84      |                   |
| Anseong-si     | 안성시    | 安城市    | 189,146    | 553.5     | 341.73        |                   |
| Anyang-si      | 안양시    | 安養市    | 548,398    | 58.5      | 9,374.32      |                   |
| Bucheon-si     | 부천시    | 富川市    | 791,263    | 53.4      | 14,817.66     |                   |
| Dongducheon-si | 동두천시  | 東豆川市  | 91,735     | 95.7      | 958.57        |                   |
| Gimpo-si       | 김포시    | 金浦市    | 484,194    | 276.6     | 1,750.52      |                   |
| Goyang-si      | 고양시    | 高陽市    | 1,075,202  | 267.4     | 4,020.95      |                   |
| Gunpo-si       | 군포시    | 軍浦市    | 266,531    | 36.4      | 7,322.28      |                   |
| Guri-si        | 구리시    | 九里市    | 188,876    | 33.3      | 5,671.95      |                   |
| Gwacheon-si    | 과천시    | 果川市    | 77,775     | 35.9      | 2,166.43      |                   |
| Gwangju-si     | 광주시    | 廣州市    | 391,704    | 430.8     | 909.25        |                   |
| Gwangmyeong-si | 광명시    | 光明市    | 288,182    | 38.5      | 7,485.25      |                   |
| Hanam-si       | 하남시    | 河南市    | 325,310    | 93.0      | 3,497.96      |                   |
| Hwaseong-si    | 화성시    | 華城市    | 907,958    | 689.2     | 1,317.41      |                   |
| Icheon-si      | 이천시    | 利川市    | 223,151    | 461.3     | 483.74        |                   |
| Namyangju-si   | 남양주시  | 南楊州市  | 737,366    | 458.1     | 1,609.62      |                   |
| Osan-si        | 오산시    | 烏山市    | 229,833    | 42.8      | 5,369.93      |                   |
| Paju-si        | 파주시    | 坡州市    | 494,970    | 672.4     | 736.12        |                   |
| Pocheon-si     | 포천시    | 抱川市    | 147,019    | 826.5     | 177.88        |                   |
| Pyeongtaek-si  | 평택시    | 平澤市    | 577,335    | 455.2     | 1,268.31      |                   |
| Seongnam-si    | 성남시    | 城南市    | 920,362    | 141.7     | 6,495.14      |                   |
| Siheung-si     | 시흥시    | 始興市    | 512,438    | 135.0     | 3,795.84      |                   |
| Suwon-si       | 수원시    | 水原市    | 1,190,368  | 121.0     | 9,837.75      |                   |
| Uijeongbu-si   | 의정부시  | 議政府市  | 463,789    | 81.5      | 5,690.66      |                   |
| Uiwang-si      | 의왕시    | 儀旺市    | 160,464    | 54.0      | 2,971.56      |                   |
| Yangju-si      | 양주시    | 楊州市    | 241,346    | 310.2     | 778.03        |                   |
| Yeoju-si       | 여주시    | 驪州市    | 113,096    | 607.7     | 186.10        |                   |
| Yongin-si      | 용인시    | 龍仁市    | 1,075,570  | 591.4     | 1,818.68      |                   |
| Gapyeong-gun   | 가평군    | 加平郡    | 62,197     | 843.5     | 73.74         |                   |
| Yangpyeong-gun | 양평군    | 揚平郡    | 122,463    | 877.8     | 139.51        |                   |
| Yeoncheon-gun  | 연천군    | 漣川郡    | 42,153     | 696.2     | 60.55         |                   |
| Tổng cộng      | Tổng cộng | Tổng cộng | 13,583,238 | 10,187.6  | 1,331.31      |                   |

## Phân chia hành chính

### Ansan-si
Danwon-gu
Wa-dong · Gojan-dong · Hosu-dong · Wongok-dong · Choji-dong · Seonbu-dong · Daebu-dong
Sangnok-gu
Il-dong · I-dong · Sa-dong · Bono-dong · Bugok-dong · Wolpi-dong · Seongpo-dong · Banwol-dong · Ansan-dong

### Anseong-si
Eup, myeon, dong
Anseong-dong · Gongdo-eup · Bogae-myeon · Geumgwang-myeon · Seoun-myeon · Miyang-myeon · Daedeok-myeon · Yangseong-myeon · Wongok-myeon · Iljuk-myeon · Juksan-myeon · Samjuk-myeon · Gosam-myeon

### Anyang-si
Dongan-gu
Bisan-dong · Buheung-dong · Dalan-dong · Gwanyang-dong · Burim-dong · Pyeongchon-dong · Pyeongan-dong · Gwiin-dong · Hogye-dong · Beomgye-dong · Sinchon-dong · Galsan-dong
Manan-gu
Anyang-dong · Seoksu-dong · Bakdal-dong

### Bucheon-si
Sosa-gu
Simgokbon-dong · Sosabon-dong · Beombak-dong · Gyesu-dong · Okgildong · Goeandong · Songnae-dong
Wonmi-gu
Simgok-dong · Wonmi-dong · Sosa-dong · Yeokgok-dong · Chunui-dong · Dodang-dong · Yakdae-dong · Jung-dong · Sang-dong
Ojeong-gu
Seonggok-dong · Wonjong-dong · Gogang-dong · Ojeong-dong · Sinheung-dong

### Dongducheon-si
Dong
Saengyeon-dong · Jungang-dong · Bosan-dong · Bulhyeon-dong · Songnae-dong · Soyo-dong · Sangpae-dong

### Gimpo-si
Eup, myeon, dong
Gimpo-dong · Sau-dong · Pungmu-dong · Janggi-dong · Gurae-dong · Tongjin-eup · Gochon-eup · Yangchon-eup · Daegot-myeon · Wolgot-myeon · Haseong-myeon

### Goyang-si
Deogyang-gu
Jugyo-dong · Wonsin-dong · Heungdo-dong · Seongsa-dong · Hyoja-dong · Sindo-dong · Changneung-dong · Goyang-dong · Gwansan-dong · Neunggok-dong · Hwajeong-dong · Haengju-dong · Haengsin-dong · Hwajeon-dong · Daedoek-dong
Ilsandong-gu
Siksa-dong · Jungsan-dong · Jeongbalsan-dong · Pungsan-dong · Baekseok-dong · Madu-dong · Janghang-dong · Gobong-dong
Ilsanseo-gu
lsan-dong · Tanhyeon-dong · Juyeop-dong · Daehwa-dong · Songpo-dong · Songsan-dong

### Gunpo-si
Dong
Gunpo-dong · Sanbon-dong · Geumjeong-dong · Jaegung-dong · Ogeum-dong · Suri-dong · Gungnae-dong · Gwangjeong-dong · Daeya-dong

### Guri-si
Dong
Galmae-dong · Donggu-dong · Inchang-dong · Gyomun-dong · Sutaek-dong

### Gwacheon-si
Dong
Jungang-dong · Galhyeon-dong · Galhyeon-dong · Burim-dong · Gwacheon-dong · Munwon-dong

### Gwangju-si
Eup, myeon, dong
Gyeongan-dong · Songjeong-dong · Gyeongan-dong · Opo-eup · Choweol-eup · Gonjiam-eup · Docheok-myeon · Toechon-myeon · Namjong-myeon · Jungbu-myeon

### Gwangmyeong-si
Dong
Gwangmyeong-dong · Cheolsan-dong · Haan-dong · Soha-dong · Hakon-dong

### Hanam-si
Dong
Deokpung-dong · Sinjang-dong · Cheonhyeon-dong · Choi-dong · Gambuk-dong · Pungsan-dong · Gambuk-dong

### Hwaseong-si
Eup, myeon, dong
Namyang-dong · Jinan-dong · Byeongjeom-dong · Banwol-dong · Gibae-dong · Hwasan-dong · Dongtan-dong · Bongdam-eup · Ujeong-dong · Hyangnam-dong · Maesong-myeon · Bibong-myeon · Mado-myeon · Songsan-myeon · Seosin-myeon · Paltan-myeon · Jangan-myeon · Yanggam-myeon · Jeongnam-myeon · Dongtan-myeon

### Icheon-si
Eup, myeon, dong
Changjeon-dong · Jeungpo-dong · Jungri-dong · Gwango-dong · Janghowon-eup · Janghowon-eup · Sindun-myeon · Baeksa-myeon · Hobeop-myeon · Majang-myeon · Daewol-myeon · Moga-myeon · Seolseong-myeon · Yul-myeon

### Namyangju-si
Eup, myeon, dong
Hopyeong-dong · Pyeongnae-dong · Geumgok-dong · Yangjeong-dong · Jigeum-dong · Donong-dong · Byeollae-dong · Hwado-eup · Wabu-eup · Jingun-eup · Jinjeop-eup · Onam-eup · Sudong-myeon · Byeollae-myeon · Joan-myeon · Toegyewon-myeon

### Osan-si
Dong
Jungang-dong · Daewon-dong · Daewon-dong · Sinjang-dong · Sema-dong · Chopyeong-dong

### Paju-si
Eup, myeon, dong
Gyoha-dong · Unjeong-dong · Geumchon-dong · Munsan-eup · Jori-eup · Beobwon-eup · Paju-eup · Gwangtan-myeon · Tanhyun-Myeon · Wollong-myeon · Jeokseong-myeon · Papyeong-myeon · Gunnae-myeon · Jangdan-myeon · Jindong-myeon · Jinseo-myeon

### Pocheon-si
Eup, myeon, dong
Pocheon-dong · Seondan-dong · Soheul-eup · Gunnae-myeon · Naechon-myeon · Gasan-myeon · Sinbuk-myeon · Changsu-myeon · Yeongjung-myeon · Ildong-myeon · Idong-myeon · Yeongbuk-myeon · Gwanin-myeon · Hwajyeon-myeon

### Pyeongtaek-si
Eup, myeon, dong
Jungang-dong · Seojeong-dong · Songtan-dong · Jisan-dong · Songbuk-dong · Sinjang-dong · Sinpyeong-dong · Wonpyeong-dong · Tongbok-dong · Bijeon-dong · Segyo-dong · Anjung-eup · Paengseong-eup · Poseung-eup · Jinwi-myeon · Seotan-myeon · Godeok-myeon · Oseong-myeon · Cheongbuk-myeon · Hyeondeok-myeon

### Seongnam-si
Bundang-gu
Bundang-dong · Sunae-dong · Jeongja-dong · Seohyeon-dong · Imae-dong · Yatap-dong · Geumgok-dong · Gumi-dong · Pangyo-dong · Sampyeong-dong · Baekhyeon-dong · Unjung-dong
Jungwon-gu
Seongnam-dong · Jungang-dong · Geumgwang-dong · Eunhang-dong · Sangdaewon-dong · Hadaewon-dong · Dochon-dong
Sujeong-gu
Sinheung-dong · Taepyeong-dong · Sujin-dong · Dandae-dong · Sanseong-dong · Yangji-dong · Bokjeong-dong · Sinchon-dong · Godeung-dong · Siheung-dong

### Siheung-si
Dong
Daeya-dong · Sincheon-dong · Sinhyeon-dong · Eunhaeng-dong · Maehwa-dong · Mokgam-dong · Gunja-dong · Jeongwang-dong · Gwarim-dong · Yeonseong-dong · Neunggok-dong

### Suwon-si
Gwonseon-gu
Seryu-dong · Pyeong-dong · Seodun-dong · Guun-dong · Geumho-dong · Gwonseon-dong · Gokseon-dong · Ipbuk-dong
Jangan-gu
Pajang-dong · Yuljeon-dong · Jeongja-dong · Yeonghwa-dong · Songjuk-dong · Jowon-dong · Yeonmu-dong
Paldal-gu
Haenggung-dong · Maegyo-dong · Maesan-dong · Godeung-dong · Hwaseo-dong · Ji-dong · Uman-dong · Ingye-dong
Yeongtong-gu
Maetan-dong · Woncheon-dong · Gwanggyo-dong · Yeongtong-dong · Taejang-dong

### Uijeongbu-si
Dong
Uijeongbu-dong · Howon-dong · Jangam-dong · Singok-dong · Songsan-dong · Jageum-dong · Ganeung-dong · Nogyang-dong

### Uiwang-si
Dong
Gocheon-dong · Bugok-dong · Ojeon-dong · Naeson-dong · Cheonggye-dong

### Yangju-si
Eup, myeon, dong
Yangju-dong · Hoecheon-dong · Baekseok-eup · Eunhyeon-myeon · Nam-myeon · Gwangjeok-myeon · Jangheung-myeon

### Yeoju-si
Eup, myeon, dong
Yeoheung-dong · Jungang-dong · Ohak-dong · Ganam-eup · Jeomdong-myeon · Neungseo-myeon · Heungcheon-myeon · Geumsa-myeon · Sanbuk-myeon · Daesin-myeon · Bungnae-myeon · Gangcheon-myeon

### Yongin-si
Cheoin-gu
Jungang-dong · Yeoksam-dong · Yurim-dong · Dongbu-dong · Pogok-eup · Mohyeon-myeon · Namsa-myeon · Idong-myeon · Wonsam-myeon · Baegam-myeon · Yangji-myeon
Giheung-gu
Singal-dong · Yeongdeok-dong · Gugal-dong · Sanggal-dong · Giheung-dong · Seonong-dong · Guseong-dong · Mabuk-dong · Dongbaek-dong · Sangha-dong · Bojeong-dong
Suji-gu
Pungdeokcheon-dong · Sinbong-dong · Jukjeon-dong · Dongcheon-dong · Sanghyeon-dong · Seongbok-dong

### Gapyeong-gun
Eup, myeon
Gapyeong-eup · Seorak-myeon · Cheongpyeong-myeon · Sang-myeon · Ha-myeon · Buk-myeon

### Yangpyeong-gun
Eup, myeon
Yangpyeong-eup · Gangsang-myeon · Gangha-myeon · Yangseo-myeon · Okcheon-myeon · Seojong-myeon · Danwol-myeon · Cheongun-myeon · Yangdong-myeon · Jipyeong-myeon · Yongmun-myeon · Gaegun-myeon

### Yeoncheon-gun
Eup, myeon
Yeoncheon-eup · Jeongok-eup · Gunnamn-myeon · Cheongsan-myeon · Baekhak-myeon · Misan-myeon · Wangjing-myeon · Sinseo-myeon · Jung-myeon · Jangnam-myeon